# Killjoy (película de 1981)
Killjoy (titulada: ¿Qué ha sido de Joy Morgan?  en México y ¿Quién mató a Joy Morgan? en España) es un telefilme estadounidense de suspenso y misterio de 1981, dirigido por John Llewellyn Moxey, escrito por Sam Rolfe, musicalizado por Bruce Broughton, en la fotografía estuvo Robert B. Hauser y los protagonistas son Kim Basinger, Robert Culp y Stephen Macht, entre otros. Este largometraje fue realizado por Lorimar Productions y se estrenó el 22 de octubre de 1981.

## Sinopsis
La hija del director de un nosocomio conoce a un singular policía, este se encuentra investigando el homicidio de una conocida modelo, que fue amiga de ella.